# (523643) 2010 TY53
(523643) 2010 TY53 (임시 명칭 : 2010 TY53)은 태양계 외곽에 위치한 해왕성 바깥 천체이자 센타우루스군일 수 있는 천체이다. 절대등급이 5.7인 이 천체는 지름이 약 325km이다. 2010년 8월 4일, 미국 하와이 주의 할리아칼라 천문대에서 Pan-STARRS-1 탐사에 의해 발견되었다.

## 궤도 및 분류
2010 TY53는 태양을 한 번 공전할 때 241년 11개월(88,365일)의 주기를 가지며, 태양과는 21.1~56.6 AU의 거리를 가진다. 이 소행성의 궤도는 이심률이 0.46이고, 황도 경사각은 22°이다.

## 번호 및 명명
이 소행성은 2018년 9월 25일 MPC 번호가 부여되었지만 (M.P.C. 111778)  아직 이름이 붙혀지지는 않았다.

## 물리적 특징

### 지름과 알베도
현재 2010 TY53의 지름은 321km에서 329km로 추정된다. 이 값은 절대등급 5.7과 5.8, 그리고 천체 표면에 대한 표준 알베도 0.09와 0.08을 기준으로 계산되었다. 2018년 현재, 광도 측정을 통해 확인된 물리적 특징은 없다. 이 천체의 자전 주기, 형태 등은 아직 알려지지 않았다.